# Гранзебіт
Гранзебіт (нім. Gransebieth) — громада в Німеччині, розташована в землі Мекленбург-Передня Померанія. Входить до складу району Передня Померанія-Рюген. Складова частина об'єднання громад Рекніц-Требельталь.
Площа — 23,36 км2. Населення становить 554 ос. (станом на 31 грудня 2020).